# نورس شائع

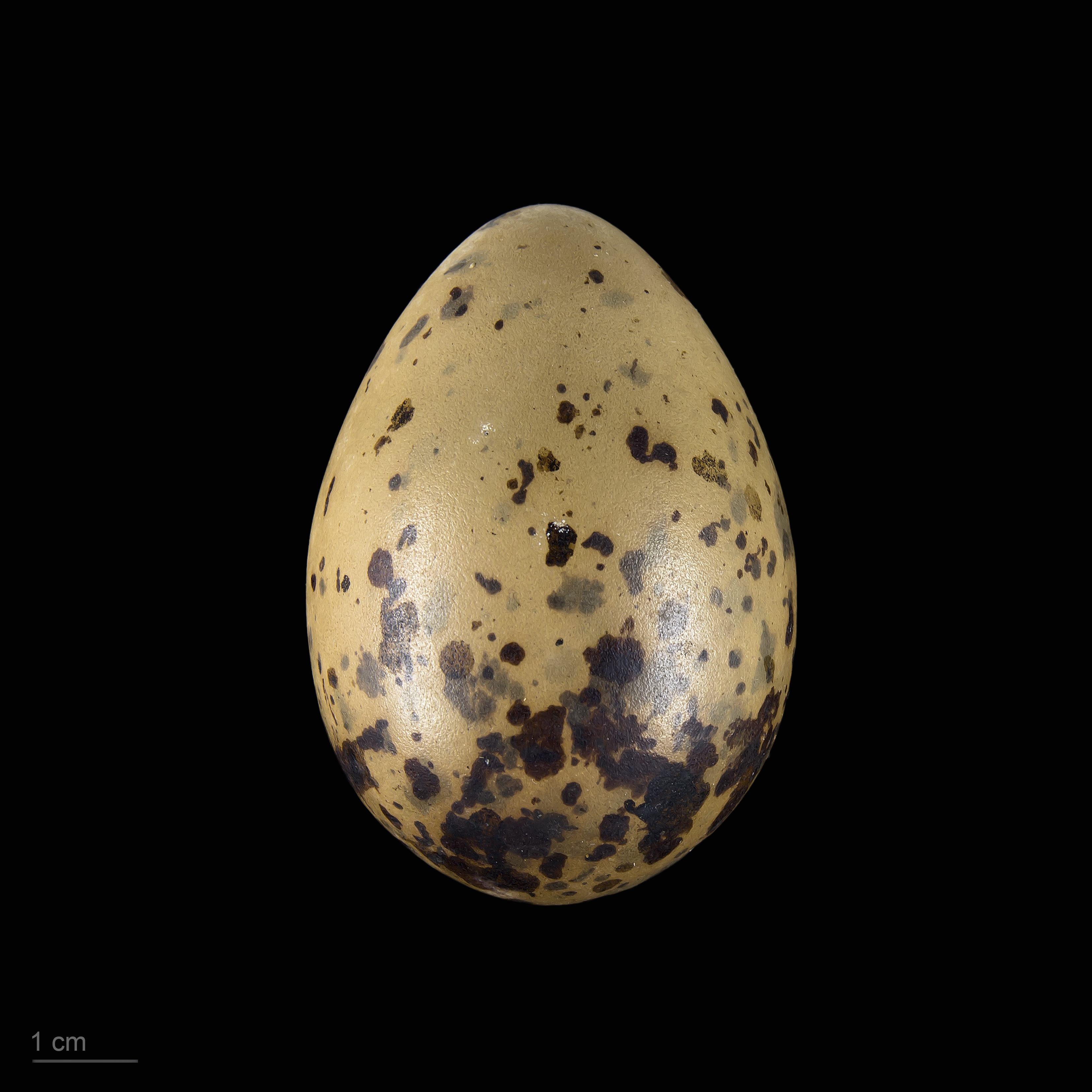
Larus canus canus

نورس شائع (الاسم العلمي: Larus canus) (بالإنجليزية: Common Gull)‏ هو نوع من الطيور يتبع جنس النورس من الفصيلة النورسية.